# Fattighus fra Greve, Sjælland (Frilandsmuseet)
Frilandsmuseets Fattighus fra Greve, også kaldet Fattighuset Greve Hospital, kommer fra Greve ca. 22 km sydvest for København. Det blev overtaget af Frilandsmuseet i 1975, og åbnet for publikum i 1984. Greve Hospital fungerede i det meste af 1900-tallet som en slags alderdomshjem og husvildebolig og var i brug helt frem til museets overtagelse i 1975. 
Det fremstår meget anderledes end de øvrige bygninger på Frilandsmuseet, som viser én periode. Fattighusets lejligheder belyser derimod forskellige perioder fra 1750 til 1960erne og en introduktionsudstilling i bygningen belyser fattigforsorgens historie. Fattighusets flytning til Frilandsmuseet er udtryk for tidens interesse for at vise ikke kun gård- og husmandsklassens bolig og livsstil, men også hvordan mennesker på samfundets bund kunne leve.

## Hospitaler og fattigvæsen
Det offentlige fattigvæsen blev i 1700-årene administreret alene af præsten, men i 1803 blev fattigkommissionerne oprettet og præsten fik selskab af godsejeren og nogle af egnens bønder. I 1867 overgik administrationen af fattigvæsenet til sognerådene. Fattigvæsenets opgave var at komme det plagsomme tiggeri til livs, skaffe nogle indtægter til fattigvæsenet og finde frem til, og hjælpe de virkelig værdigt trængende, dvs. dem hvis nød var uforskyldt. 
Hospitalerne var private institutioner som opstod i Danmark i middelalderen. Ordet hospital betyder logi, herberg eller gæstfrit sted. Et hospital var en stiftelse for gamle, syge og fattige og altså ikke et sygehus selvom der har boet mange syge og svækkede mennesker. På fattighuset fik de fattige mennesker bolig samt et yderst beskedent beløb eller naturalier, men måtte ellers klare sig selv. De skulle ikke yde noget mod at bo på fattighuset. Noget helt andet var fattiggårdene, som så dagens lys i sidste halvdel af 1800-tallet. Det var egentlige arbejdsanstalter, hvor de fattige mod kost og logi, skulle arbejde med fremstilling af f.eks. reb og måtter. De boede desuden kønsadskilt, selvom de var ægtefæller.
Fra begyndelsen af 1800-tallet stiger armoden på landet. De store jordreformer tilgodeser især fæstebønderne og selvejerbønder på større gårde, mens antallet af husmænd og jordløse landarbejdere vokser. I løbet af 1800-tallet kom der derfor mere pres på fattighusene og senere, på fattiggårdene.

## Greve Hospital
Greve Hospital var en stiftelse oprettet i 1710. Hospitalet blev muliggjort, da ægteparret Margrethe Gjedde og Holger Vind fra Gjeddesdal skænkede et stykke jord samt 3500 Rigsdaler fra kirketiende fra godsets kirker. Renterne skulle finansiere både byggeri, vedligeholdelse af bygningen og beboernes underhold. På Greve Hospital styrede præsten økonomien helt udenom fattigkommission eller sogneråd. Præsten skulle uddele kvartalspenge til lemmerne - ledsaget af en formaningstale. Pengene skulle dække mad, tøj, brændsel og i visse år ekstraskat. Hospitalet overtog ejendomsretten over fattiglemmernes ting, og havde ret til at sælge og beholde indtægten, når de fattige døde. Lemmerne kan meget vel have suppleret deres kvartalspenge med daglejerarbejde, husflid eller almisser.
I fundatsen fra 1738 står, at der skulle bo to beboere i hver af de seks lejligheder. I den syvende lejlighed boede læseren, som førte det daglige tilsyn med huset og beboerne, og som hver morgen og aften skulle samle alle til bøn. Folketællingerne viser dog, at der i langt de fleste perioder har boet flere end tolv plus læseren; i 1834 boede der således 25 fattiglemmer. Gjeddesdal havde ret til to pladser, som formodentlig blev optaget af gamle landarbejdere eller deres koner. Ellers karakteriseres beboerne som bl.a.: ”stakkels menneske”, ”ugift”, ”blind”, ”meget sygelig”, ”vanvittig”, ”skilt”, ”datter med slagtilfælde”, ”dårlig begavet” og ”syv børn med forskellige fædre” – med vægt på husmandsenker og ugifte kvinder. Lemmerne skulle hjælpe hinanden, de måtte ikke være ulydige, liderlige eller uforligelige. Straffen var bøde, bortvisning eller straf f.eks. i gabestok, ligesom der var sanktioner for ikke at være troende nok.

## Bygningen
Greve Hospital er opført i gedigent bindingsværk af egetømmer, med stolper tappet i en fodrem, gulkalket over stok og sten og tækket med strå. Huset er på 22 fag; 34 meter langt og 5,9 meter bredt, altså et meget stort hus og dermed et noget atypisk fattighus. Lejlighederne var efter datidens standarder af en ikke ringe størrelse, og lige så gode som mange bondestuer på egnen. Greve ligger i den frugtbare og velhavende Hedeboegn; trekanten mellem København, Køge og Roskilde. Huset har måske skullet fremstå statelig, som et monument over egnens og ikke mindst Gjeddesdals formåen. Arkivalierne viser, at de skiftende præsters engagement har varieret meget, og således også husets stand og beboernes forhold. Således var huset meget forsømt under ledelse af præsten Frantz Daniel Mellerup omkring år 1800 mens det gennemgik en stor renovering og opdatering i midten af 1800-tallet ledet af præsten Peter William van Wylich.

## Lejlighederne
Boligerne ligger to og to på hver side af en fælles skorsten. Boligerne bestod oprindeligt af en stue og et lille køkken i den åbne skorsten som lå i forlængelse af forstuen hvor man gik ind. Da der kom til at bo flere mennesker i hver lejlighed, blev det nødvendigt, at opdele stuen, så der blev skilt et kammer fra i nordsiden. Nu var der plads til to ”husstande” i lejlighederne, f.eks. en enke med sine børn og i kammeret en gammel eller svagelig, som hun havde ansvaret for at passe.
Lejlighederne er på Frilandsmuseet indrettet til at repræsentere hver sin periode. Man kan således få et indtryk af et stykke dansk socialhistorie, og hvordan samfundets laveste lag kan have boet fra midten af 1700-tallet frem til 1960'erne. Der er ændringer i opvarmningen fra bilæggerovne over kogekakkelovne til olieovn. Madlavningens udvikling fra det åbne ildsted over brændekomfur til elkomfur. Gulvenes belægning viser også en udvikling fra ler, brædder, linoleum til gulvtæppe. I 1897 blev opført et hus med tørverum og lokum, da naboerne var utilfredse med at hospitalslemmerne forrettede deres nødtørft i det fri. Dette skur er ikke genopført på Frilandsmuseet. I 1936 bekostede sognerådet en udendørs vandhane til deling mellem beboerne, og i 1940erne kom der elektricitet i huset.
I 1974 var der tre beboere på stedet. Johannes Dam, Edith Dorthea Feder og Hans Petersen. Johannes Dam var 94 år. Fru Feder var hans husbestyrerinde, og hun fulgte med ham ved indflytningen på Greve Hospital, hvor de havde hver sin lejlighed. Hun plejede ham til hans død i 1975. Hans Petersen var en ældre, ugift murer, som levede af forskelligt forefaldendt arbejde.
Der er mange ting som ikke kan udstilles og man må bruge sin fantasi for at forestille sig forfaldet, skidtet og den ildelugt der utvivlsomt har været i disse overbefolkede lejligheder. Der er ikke tvivl om at nogle har haft det endnu dårligere end beboerne på Greve Hospital, nemlig de omkringvandrende fattige som vi ikke ved meget om da de ikke har haft meget at efterlade sig til eftertiden. 

## Eksterne  henvisninger
- Frilandsmuseets hjemmeside Arkiveret 8. juni 2012 hos  Wayback Machine hentet 5. feb. 2013

|  | Denne artikel om en bygning eller et bygningsværk kan blive bedre, hvis der indsættes et (bedre) billede. Du kan hjælpe ved at afsøge Wikimedia Commons for et passende billede eller lægge et op på Wikimedia Commons med en af de tilladte licenser og indsætte det i artiklen. |

55°47′8.6″N 12°29′32.0″Ø / 55.785722°N 12.492222°Ø